# Trading Places
Trading Places (bra: Trocando as Bolas; prt: Os Ricos e os Pobres) é um filme de comédia americano de 1983, dirigido por John Landis e estrelado por Dan Aykroyd e Eddie Murphy. Ele conta a história de um corretor de commodities de classe alta e um morador de rua vigarista cujas vidas se cruzam quando, sem saber, são alvos de uma elaborada aposta. Ralph Bellamy, Don Ameche, Denholm Elliott e Jamie Lee Curtis interpretam os demais papéis principais. O enredo é muitas vezes considerado uma "versão moderna" do clássico romance O Príncipe e o Mendigo, escrito por Mark Twain no século XIX. 
O filme foi escrito por Timothy Harris e Herschel Weingrod e foi produzido por Aaron Russo. Harris e Weingrod queriam originalmente Richard Pryor e Gene Wilder para estrelar o filme; como eles não puderam, Landis escalou Aykroyd — com quem havia trabalhado anteriormente — e um jovem, mas cada vez mais popular Murphy em seu segundo papel em um longa-metragem. Landis também escalou Curtis contra a intenção do estúdio, Paramount Pictures; ela era famosa principalmente por seus papéis em filmes de terror, que eram menosprezados na época. O filme também lançou ou revitalizou as carreiras de seu elenco principal, que apareceram em vários outros filmes ao longo da década de 1980. Em particular, Murphy se tornou um dos comediantes mais bem pagos e mais procurados de Hollywood. As filmagens principais ocorreram de dezembro de 1982 a março de 1983, inteiramente em locações na Filadélfia e na cidade de Nova Iorque. O compositor Elmer Bernstein marcou o filme, usando a ópera bufa de Wolfgang Amadeus Mozart, As Bodas de Fígaro, como tema subjacente.
Foi lançado nos cinemas da América do Norte em 8 de junho de 1983, onde foi distribuído pela Paramount Pictures. O filme arrecadou mais de US$ 90 milhões durante sua temporada nos cinemas nos Estados Unidos, terminando como o quarto filme mais bem pago do ano e o segundo filme de maior bilheteria de 1983. Trading Places recebeu críticas geralmente positivas, com os críticos elogiando o elenco central e o renascimento do gênero comédia maluca dos anos 1930 e 1940 , embora tenham criticado o filme por não ter a mensagem moral do gênero e, em vez disso, promover o acúmulo de riqueza. Nos anos desde seu lançamento, o filme foi elogiado como um dos maiores filmes de comédia e filmes de Natal já feitos, apesar de algumas críticas ao uso de piadas e linguagem raciais. 
Denholm Elliott e Jamie Lee Curtis ganharam os prêmios de melhor ator coadjuvante e melhor atriz coadjuvante, respectivamente, no BAFTA. O filme foi indicado a vários prêmios adicionais, incluindo melhor filme de comédia ou musical no Globo de Ouro. Em 2010, o filme foi referenciado em depoimento no Congresso sobre a reforma do mercado de negociação de commodities, projetado para impedir o uso de informações privilegiadas vistos no filme. Bellamy e Ameche reprisaram seus papéis como os irmãos Duke no filme Coming to America (1988), também dirigido por Landis e estrelado por Murphy.

## Enredo
Os irmãos Duke Randolph e Mortimer possuem uma corretora de commodities de sucesso, a Duke & Duke, na Filadélfia. Mantendo pontos de vista opostos sobre a questão da natureza versus criação, eles fazem uma aposta e concordam em conduzir uma experiência que mudará a vida de duas pessoas involuntárias em lados opostos da hierarquia social, enquanto observam os resultados. Eles testemunham um encontro entre seu diretor-gerente - o bem-educado e rico Louis Winthorpe III, noivo da sobrinha-neta de Duke, Penelope - e um pobre vagabundo de rua e trapaceiro chamado Billy Ray Valentine; Valentine é preso por insistência de Winthorpe por causa de uma suspeita de roubo. Os Duke intervém, decidindo usar os dois homens em sua experiência.
Winthorpe é publicamente enquadrado como um ladrão, traficante de drogas e mulherengo por Clarence Beeks, um homem na folha de pagamento dos Duke. Winthorpe é demitido da empresa, suas contas bancárias são congeladas, ele é impedido de entrar em sua casa,  de propriedade dos Duke, enquanto se vê rejeitado por Penelope e seus antigos amigos. Ele faz amizade com Ophelia, uma prostituta que concorda em ajudá-lo em troca de uma recompensa financeira, uma vez que ele é exonerado. Enquanto isso, os Duke tiram Valentine da prisão e instalam-no emprego e na antiga propriedade de Winthorpe. Valentine logo se torna bem sucedido nos negócios, usando sua esperteza das ruas para alcançar o sucesso, e começa a agir de forma bem-educada.
Durante a festa de Natal da empresa, Winthorpe é pego plantando drogas na mesa de Valentine para tentar incriminá-lo, empunhando uma arma para escapar. Mais tarde, os Duke discutem sua experiência e resolvem sua aposta por US$1 dólar; eles planejam devolver Valentine às ruas, mas não têm intenção de levar Winthorpe de volta. Valentine ouve a conversa e procura Winthorpe, que tenta suicídio por overdose de pílulas. Valentine, Ophelia e o mordomo de Winthorpe, cuidam dele e o informam do experimento dos Duke. Na televisão, eles descobrem que Clarence Beeks está transportando um relatório secreto do Departamento de Agricultura dos Estados Unidos sobre previsões da safras de laranja. Winthorpe e Valentine lembram grandes pagamentos feitos a Beeks pelos Duke e percebem que os Duke planejam obter o relatório para encurralar o mercado no suco de laranja congelado.
Na véspera de Ano Novo, os quatro seguem Beeks em um trem na Filadélfia, com a intenção de mudar o relatório original com uma falsificação que prevê baixos rendimentos de  de safras de laranja. Beeks descobre seu esquema e tenta matá-los, mas é deixado inconsciente por um gorila que também está sendo transportado no trem. Os quatro disfarçam Beeks com uma fantasia de gorila e enjaulam-no com o verdadeiro animal. Depois de entregar o relatório forjado aos Duke e receberem o pagamento destinado a Beeks, Valentine e Winthorpe viajam para Nova Iorque com as economias de Coleman e Ophelia para realizar sua parte do plano.
No pregão de commodities, os Duke comprometem todas as suas participações na compra de contrato de futuros de suco de laranja concentrado e congelado; outros comerciantes seguem sua liderança, inflando o preço. Enquanto isso, Valentine e Winthorpe vendem os futuros fortemente pelo preço inflacionado. Após a transmissão do relatório da safra atual e sua previsão de uma previsão normal, o preço dos futuros de suco de laranja cai. Valentine e Winthorpe fecham sua posição no mercado de futuros comprando futuros pelo preço mais baixo de todos, exceto os Duke, obtendo um grande lucro. Os Duke não conseguem atender a uma chamada de margem e os Duke devem pagar as garantias em apoio de suas operações de crédito aos seus corretores, US$ 394 milhões, ficando pobres. Valentine e Winthorpe explicam aos Duke que eles haviam feito uma aposta sobre se poderiam ficar ricos simultaneamente, ao mesmo tempo em que tornavam os Duke pobres. Valentine recebe $1 de Winthorpe enquanto Randolph desmaia segurando seu peito e Mortimer grita com raiva, culpando seu irmão pelo plano fracassado. Mais tarde, os agora ricos Valentine, Winthorpe, Ophelia e Coleman passam férias em uma luxuosa praia tropical, enquanto Beeks e o gorila são embarcados em um navio em direção à África.

## Elenco
- Dan Aykroyd como Louis Winthorpe III
- Eddie Murphy como Billy Ray Valentine
- Ralph Bellamy como Randolph Duke
- Don Ameche como Mortimer Duke
- Denholm Elliott como Coleman
- Jamie Lee Curtis como Ophelia
- Kristin Holby como Penelope Witherspoon, noiva de Louis Winthorpe
- Paul Gleason como Clarence Beeks

O elenco também inclui Robert Curtis-Brown como Todd, rival de Winthorpe no amor por Penelope; Jim Belushi como Harvey, um festeiro na véspera de Ano Novo; A irmã de Jamie Lee Curtis, Kelly Curtis aparece como a amiga de Penelope, Muffy; Frank Oz e James Eckhouse aparecem como policiais; O marionetista dos The Muppets Richard Hunt como Wilson, o corretor dos Dukes no pregão; e Bo Diddley como penhorista. Tom Davis e Al Franken, também membros do elenco do Saturday Night Live, aparecem como carregadores de bagagem de trem. 
Outros papéis menores incluem Bill Cobbs como Terry, um bartender; Ron Taylor como o "cara negro grande", o jogador de futebol americano JT Turner como "cara negro ainda maior", além de Giancarlo Esposito como um outro companheiro de cela de Valentine. O filme também apresenta a última atuação cinematográfica de Avon Long, que interpreta o mordomo dos Dukes, Ezra. O gorila é interpretado pelo mímico Don McLeod.

## Trilha sonora
Um álbum de trilha sonora foi lançado pela La-La Land Records em 11 de outubro de 2011 e foi limitado a 2000 cópias. O álbum apresenta a trilha sonora indicada ao Oscar por Elmer Bernstein, bem como o material original que ele escreveu e arranjou, incluindo canções tradicionais de Natal que aparecem no filme. Uma parte significativa da trilha sonora de Bernstein é baseada na música de Le nozze di Figaro de Mozart. "Do You Wanna Funk", uma canção de sucesso de Sylvester James, apareceu no filme e foi omitida do álbum. A canção "The Loco-Motion" de Little Eva também é ouvida na cena do trem e é creditada no filme.

## Temas
O enredo de Trading Places - um membro dos locais comerciais da sociedade com outro cujo status sócio-econômico está em contraste direto com o seu próprio - frequentemente faz comparações com o romance de Mark Twain, O Príncipe e o Mendigo. Publicado pela primeira vez em 1881, o romance segue a vida de um príncipe e um mendigo - ambos de idade adolescente - que usam sua estranha semelhança entre si como premissa. trocar de lugar temporariamente; o príncipe assume uma vida de pobreza e miséria, enquanto o pobre desfruta dos sumptuosos luxos de uma vida real. Paralelos também foram traçados entre Trading Places e a ópera cômica de Mozart no século XVIII Le nozze di Figaro em que um servo (Figaro) frustra os planos de seu rico mestre que tentou roubar a noiva de Figaro. A música de Le nozze di Figaro é usada como uma narrativa cinematográfica no filme quando os espectadores são apresentados à rotina diária da vida privilegiada do protagonista Louis Winthorpe com a abertura da ópera tocando ao fundo. O trabalho também se inspira na obra The Million Pound Bank Note, de Twain.
Filósofo americano e professor da Universidade de Harvard, Stanley Cavell escreveu sobre Trading Places em seu livro Cavell on Film, de 2005. Cavell postula que o filme às vezes é usado como uma nova tecnologia na produção e na experiência de uma ópera. Ele explica que este axioma afirma sua importância não no fato de que "nosso tempo" vê uma expectativa crescente de novas óperas sendo desenvolvidas, mas, sim, no fato de que há uma expectativa crescente de "novas produções de óperas". Cavell faz uma comparação de temas entre Trading Places e a ópera The Marriage of Figaro, afirmando que "o que Trading Places quer de sua referência a Figaro é principalmente a ideia de jovens e pobres engenhosos e sociáveis que vencem com vários disfarces a conivência dos antigos e ricos anti-sociais, mas sem o sentido de que os antigos possam ser redimidos por um reconhecimento de suas faltas e nenhum desejo revolucionário de ver o mundo formado em um nova base".
David Budd, em seu livro de 2002, Culture Meets Culture in the Movies, escreve sobre as experiências dos personagens quando os papéis esperados das raças na sociedade são às vezes revertidos. O filme de ficção White Man's Burden de 1995, e o livro factual de John Howard Griffin, Black Like Me, são usados como base para mostrar como a experiência dos brancos pode ser diferente quando submetidos aos preconceitos enfrentados pelos negros. A esse respeito, Budd proclama Trading Places como "extraordinariamente ilustrativo se pesado". Partindo da premissa de que, no filme, as "expectativas das raças também pairam sobre suas cabeças", Budd afirma que "até mesmo através de uma embarcação altamente cômica, uma mensagem em voz alta pedindo uma reavaliação do preconceito e de igualdade de condições é ouviu".

## Recepção

### Bilheteria
Trading Places foi lançado nos Estados Unidos em 10 de junho de 1983. Durante seu fim de semana de estreia, o filme arrecadou US$ 7,3 milhões em 1,375 cinemas - uma média de US$ 5,334 por sala de cinema - classificando-se como o terceiro filme mais lucrativo do fim de semana, atrás de Octopussy (US$ 8,9 milhões) - terminando o mesmo fim de semana - e Return of the Jedi (US$12 milhões).
O filme permaneceu entre os dez maiores filmes de bilheteria por 17 semanas. Ganhou US$ 90,4 milhões durante sua temporada nos cinemas nos EUA, tornando-se o quarto filme de maior bilheteria de 1983, atrás de Flashdance (US$ 92,9 milhões), Terms of Endearment (US$ 108,4 milhões) e Return of the Jedi (US$ 252,5 milhões), e a segunda maior bilheteria de 1983, atrás de Flashdance. Ajustado pela inflação, o filme continua a ser o filme de maior bilheteria de todos os tempos.

### Resposta da crítica
Trading Places recebeu críticas positivas dos críticos. Site de agregação de revisão Rotten Tomatoes dá ao filme uma classificação de aprovação de 86%, com base em 44 avaliações, com uma classificação média de 7.4/10. O consenso do site afirma: "Com uma interação hábil entre Eddie Murphy e Dan Aykroyd, Trading Places é uma sátira social imensamente atraente". Metacritic deu ao filme uma pontuação de 66 em 100, com base em 9 críticos, o que indica "avaliações geralmente favoráveis".
Autor e crítico Richard Schickel da revista Time chamou Trading Places "uma das comédias mais emocionalmente satisfatórias e moralmente gratificantes dos últimos tempos". Apesar de admitir o sucesso de Aykroyd em demonstrar "perfeição perfeita como Winthorpe", Schickel comentou sobre o desempenho de Murphy como Valentine chamando Murphy de "uma força a ser reconhecida" e afirmando que ele "torna Trading Places algo mais do que uma comédia de bom coração. Ele transforma isso em um evento". O crítico de cinema Roger Ebert do Chicago Sun-Times premiou o filme com três estrelas e meia de quatro, enquanto ofereceu que o filme se assemelhe ao Tootsie e comparando com comédias de Frank Capra e Preston Sturges. Ebert declarou "Esta é uma boa comédia"; ele descreveu os personagens como "invenções cômicas maravilhosas" que se elevaram acima do que poderiam ter sido estereótipos devido à habilidade dos atores e explicou que a comédia é um sucesso porque "desenvolve os caprichos e peculiaridades de seus personagens, de modo que eles são engraçados por causa de quem eles são". Ele ainda comentou sobre o elenco comentando favoravelmente em atuar como "envolvente", afirmando que "Murphy e Aykroyd são perfeitos um para o outro", que ambos são capazes de ser "especificamente excêntricos", que "ambos interpretam personagens com muita inteligência nativa "e concluindo que "é divertido vê-los pensando". Comentando sobre Bellamy e Ameche nos papéis dos irmãos Duke, Ebert chamou seu envolvimento no filme de "um golpe de mestre de elenco".
Janet Maslin, do The New York Times, repetiu alguns dos sentimentos de Roger Ebert, afirmando que "Preston Sturges poderia ter feito um filme como Trading Places - se tivesse tido um pouco menos de inspiração e muito mais dinheiro". Ela também elogiou o elenco chamando-o de "bem escolhido", comentando sobre Murphy e Aykroyd como "os dois atores mais adequados", afirmando que os irmãos Duke foram "desempenhados deliciosamente" por Ameche e Bellamy e - concluindo que "o elenco de apoio também é muito bom"—elogiando Curtis por ter conseguido "transformar uma prostituta minúscula de arestas duras em uma personagem de charme inesperado". Jay Carr, do The Boston Globe, chamou de "facilmente o melhor dos filmes que eu vi pelos vários alunos de Saturday Night Live".

## Prêmios e indicações

### Prêmios
O filme recebeu várias indicações ao prêmio em 1984, incluindo um Oscar, dois Globos de Ouro, e três prêmios BAFTA. Elliott e Curtis atraíram as duas vitórias do filme, ganhando respectivamente o prêmio BAFTA de Melhor Ator Coadjuvante e Melhor Atriz Coadjuvante.
| Prêmio                      | Categoria                          | Destinatário                       | Resultado | Ref.   |
| --------------------------- | ---------------------------------- | ---------------------------------- | --------- | ------ |
| British Academy Film Awards | Melhor Ator Coadjuvante            | Denholm Elliott                    | Venceu    | [ 29 ] |
| British Academy Film Awards | Melhor Atriz Coadjuvante           | Jamie Lee Curtis                   | Venceu    | [ 29 ] |
| British Academy Film Awards | Melhor Roteiro Original            | Timothy Harris e Herschel Weingrod | Indicado  | [ 29 ] |
| Globo de Ouro               | Melhor Filme de Comédia ou Musical | Trading Places                     | Indicado  | [ 28 ] |
| Globo de Ouro               | Melhor Ator em Comédia ou Musical  | Eddie Murphy                       | Indicado  | [ 28 ] |
| Oscar 1984                  | Melhor Trilha Sonora               | Elmer Bernstein                    | Indicado  | [ 27 ] |

## Legado
Quase 30 anos após seu lançamento, o enredo para o filme foi parte da inspiração para novas regulamentações nos mercados financeiros. Em 3 de março de 2010, o chefe da Comissão de Negociação de Futuros de Commodities Gary Gensler declarou, em depoimento que deu ao 111º Congresso: "Recomendamos proibir o uso de informações do governo para comercializar nos mercados de commodities. No filme Trading Places, estrelado por Eddie Murphy, os irmãos Duke pretendiam lucrar com negócios em contratos futuros de suco de laranja concentrado e congelado usando um relatório de safra de laranja obtido ilegalmente e ainda não divulgado pelo Departamento de Agricultura".
A "Regra de Eddie Murphy", como veio a ser conhecida, mais tarde entrou em vigor como Seção 136 da Lei de Transparência e Responsabilidade de Wall Street da Lei Dodd-Frank de reforma de Wall Street e proteção do consumidor, sob a Seção 746, que tratava de informações privilegiadas de negociação.
Na Itália, o filme tornou-se um clássico da véspera de Natal, sendo transmitido pela televisão italiana todos os anos, a partir de 24 de dezembro de 1997.